# Döveln
Döveln är en sjö i Ljusdals kommun i Hälsingland och ingår i Ljusnans huvudavrinningsområde.